# Йордан Чкатров
Йордан Томов Чкатров с псевдоним Ангелов е български общественик и революционер, деец на Вътрешната македонска революционна организация, Македонската младежка тайна революционна организация и Македонската патриотична организация.

## Биография
Роден е на 4 април 1897 година в Прилеп, тогава в Османската империя. Негов брат е деецът на ММТРО и ВМРО Димитър Чкатров. Прогимназиалното си образование завършва в Прилеп, а гимназиално – в българските гимназии в Битоля (1911 – 1913), Скопие (1916 – 1918) и в Първа софийска мъжка гимназия (1919). През първия сръбски режим (1912 – 1915) участва в младежка група, саботираща сръбското управление и администрация в Прилеп.
Йордан Чкатров е юрист по образование, завършил в Швейцария. Той е един от основателите на Македонското студентско дружество „Вардар“. Става близък на ВМРО и Георги Баждаров заклева Иван Михайлов, Йордан Чкатров и Кръстьо Велянов в Македонската младежка тайна революционна организация през 1922 година.
Михайлов пише за времето на членството им в дружество „Вардар“:
| „ | Чкатров бе най-честият наш оратор. Говореше увлекателно и логично; но понякога плащаше малко дан на красивата фраза. Той обичаше „парламентаризма“ при нашите дебати. | “ |

През 1924 година Тодор Александров изпраща Чкатров в САЩ, където да участва в организирането на новосъздадената Македонска патриотична организация. В продължение на три години до 1927 година заема длъжността секретар на ЦК на МПО, докато Пандил Шанев е президент на организацията. След убийството на Тодор Александров и последвалите братоубийствени борби във ВМРО Йордан Чкатров притегля МПО към десните сили на революционното движение. Той има основна роля и в създаването на вестник „Македонска трибуна“ и е негов главен редактор.

След завръщането си в България през 1927 г. е сред видните дейци на михайловисткото крило на ВМРО. Същевременно е член на Масонската ложа. На 26 януари 1930 година група протогеровисти начело с Лев Главинчев прави неуспешен опит да го убие. Кирил Пърличев пише за него: 
| „ | главен помощник на Михайлов и след последния най-голямия виновник както за убийството на Протогеров, така и за всички други станали и които ще стават. Вдъхновител на безумната терористическа акция в Македония, където бяха избити българи в Струмица, Кочани и други. | “ |

След Деветнадсетомайския преврат от 1934 година Йордан Чкатров и други дейци на разтурената ВМРО са арестувани от новата власт на Политическия кръг „Звено“. От юни до септември 1934 година Чкатров е сред арестуваните и държани в София македонски дейци. На 10 септември същата година е откаран в изолационен лагер в подземието на жандармерийските казарми в Лом, където престоява до началото на 1935 година. Въпреки че срещу него не е повдигнато обвинение, той е задържан в затвор в София до април 1936 година. След освобождаването му е поставен под полицейски надзор със задължение да се подписва ежедневно в един от полицейските участъци в София, подлаган е на обиски. През август 1937 година с решение на Министерски съвет е интерниран извън София за срок от 6 месеца – първоначално в Севлиево, а от края на ноември – в Елена. През този период, въпреки контрола от страна на полицията, продължава да поддържа контакти с македонски дейци в България и извън нея и да пише статии, посветени на македонския въпрос, в които критикува политиката на сближение с Югославия на тогавашните български правителствата. През 1938 – 1942 година живее в Белгия и Швейцария.
Чкатров е един от учредителите на Българските акционни комитети във Вардарската бановина през 1941 г. За времето на българското управление през 1941 – 1944 година Йордан Чкатров се установява във Вардарска Македония. Като подкрепящ идеята за самостоятелна македонска държава той не участва в българската администрация. От 1943 година работи като адвокат в Скопие.
На 4 и 5 юли 1942 година в Скопие, в адвокатската кантора на Йордан Чкатров е проведена среща, на която присъстват 19 души видни български общественици, политици, търговци и кметове, сред които Христо Паунчев от Охрид, Сотир Тренчев от Ресен, Борис Светиев от Битоля, Коце Ванов и Богдан Попгьорчев от Велес, Христо Сеизов от Кавадарци, Евтим Бойчев от Неготино, д-р Тодор Гичев от Щип, Тома Кленков, Павле Гичев и Коце Кратовалиев от Скопие, Чкатров, Стерьо Боздов и Димитър Гюзелов. Те подчертават съществувалото въодушевление у населението в Македония, и очакванията му, че България ще се опре на него за извоюване на свободата и приобщаването им към пределите на голяма България. Но вместо това Чкатров констатира че:
| „ | Нека не забравяме, че тази политика е просто продължение на онова, което се върши в старите предели. И там народът е обезличен. И той псува, недоволства. И там той е сведен до просто незачитане. Ние (т.е в Македония б.р.) сме по-чувствителни, защото искаме да участваме в изграждането на нашата държава. А те точно това не искат. Затова ако трябва да обвиняваме, това е Правителството, което системно прокарва политика на обезличаване на политическите авторитети. | “ |

Събранието решава са се обърне директно към цар Борис III и му изпраща изложение, в което се иска по-голямо представителство на местното население:
| „ | Народът се чувства до известна степен неравноправен... Властта не извърши необходимия акт с представителите на македонския народ, за да покаже на света, че обединението е станало като резултат на върховната воля на самия народ в Македония... От друга страна местната интелигенция се чувства подчинена и смятана за недостойна да заеме ръководни места в държавното управление. Народът не може да си представи иначе свободата освен чрез налагането тъкмо на оня български елемент, който носеше знамето на българщината в Македония, елемент, който познава народа и неговите нужди, и който без сътресения може да приобщи довечера поробения български народ в Македония към системата на управлението на царството. | “ |

Добри Божилов предлага на 26 април 1944 Йордан Чкатров да стане министър, но той след консултация с Христо Статев и Данаил Крапчев изявява желание да стане министър на външните работи иначе не би влезнал в правителството, но това не се приема. По това предложение по-късно се правят много спекулации от различни историци, както и по информация за негова среща с Рудолф Хес през 1939 г. в Берлин.
През 1944 година Йордан Чкатров и Трайче Чундев са поканени да сътрудничат на новата власт от Методи Андонов Ченто, което те приемат с известни резерви. След установяването на комунистическата власт в Скопие Йордан Чкатров е арестуван. В тази връзка Ченто ходатайства за освобождаването му лично пред Тито, но без успех.
Обвинителният му акт е даден ден преди началото на процеса, а не 10 дни, както е изисквало югославското законодателство. Когато прокурора Благой Поповски го нарича „великобугарин“, той му отговаря, че е просто българин както и той и баща му, и когато възразява, му казва, че преди прокурора да се роди, баща му е бил негов учител в основното училище преди Балканските войни, и е бил голям българин, учейки го и самия него да бъде такъв. Каран е от палачите си с голи ръце да чисти тоалетните и при протеста му заради разстрела на брат му Димитър е затворен в карцер при най - жестоки условия.
На 12 януари 1945 година в новосформираната Югославия Йордан Чкатров е осъден по обвинения за „участие“ в братоубийствените войни във ВМРО през 20-те години на XX век, по свидетелски показания на Александър Мартулков и Пецо Трайков. Чкатров е осъден в Скопие на 15 години затвор. На 15 януари вестник „Нова Македония“ излиза със статия „Процесът против Йордан Чкатров“:
| „ | На 12-и т.м. в Скопския народен окръжен съд държавният обвинител прочете обвинителния акт, с който се обвинява Йордан Чкатров като организатор на терористичната организация ВМРО (михайловисти)... Чкатров е организирал публични събрания, в които е защитавал властта на фашисткия окупатор. Открито е говорил против народоосвободителното движение и заявил, че пътят на Македония е в обединението ѝ с България... Съдът осъди Йордан Чкатров на 15 години тежка принудителна работа и лишаване от граждански и политически права. | “ |

След убийството на брат му, Йордан Чкатров започва гладна стачка и умира през ноември 1946 г. в Скопския затвор. Първоначално е погребан в Скопските гробища и след известно време останките му са препогребани в родния му Прилеп.
1. ↑  Узунови, Ангел и Христо. Псевдонимите на ВМРО.   Скопје, ДАРМ, 2015. с. 94.
2. ↑  Алманах на българските национални движения след 1878, Академично издателство „Марин Дринов“, София 2005, с. 374.
3. 1 2 3 4  Кирил Тодоров – Героят Йордан Чкатров в драматично време за ВМРО //    Архивиран от оригинала на 2016-03-05. Посетен на 2016-01-02.
4. ↑  Тодоров, Кирил. Героят от Прилеп Йордан Чкатров в драматично време за ВМРО (Летопис за живота и дейността му), Благоевград, 2015, с. 13 – 14, 17 – 24.
5. ↑  Михайловъ, Иванъ. Спомени, томъ II. Освободителна борба 1919 – 1924 г.  Louvain, Belgium, A. Rosseels Printing Co., 1965. с. 29.
6. ↑  Митев, Трендафил, „Делото на Тодор Александров и българската емиграция в САЩ и Канада“
7. ↑  „Ексклузивно: Џорџ Лебамов – МПО (Македонска патриотическа организација) Вака немате иднина!“, Капитал, бр. 300 //    Архивиран от оригинала на 2008-12-07. Посетен на 2010-04-22.
8. ↑  Масоните в България: Членовете на Българските масонски ложи, родени в Македония (до 1944 г.), Брошура на Главно управление на архивите към Министерски съвет на Р. България, С., 2003 г.
9. ↑  Тодоров, Кирил. Героят от Прилеп Йордан Чкатров в драматично време за ВМРО (Летопис за живота и дейността му), Благоевград, 2015, с. 100 – 101, 103 – 104.
10. ↑  Пърличев, Кирил. 36 години във ВМРО.   София, Веда-МЖ, 1999. ISBN 954-8090-01-5. с. 602.
11. ↑  Гребенаров, Александър. Поверителни документи за мерките на деветнадесетомайците срещу ВМРО //  Македонски преглед (2).   2004. с. 125-148.
12. ↑  Тодоров, Кирил. Героят от Прилеп Йордан Чкатров в драматично време за ВМРО (Летопис за живота и дейността му), Благоевград, 2015, с. 162, 164 – 165, 169 – 179.
13. ↑  Тодоров, Кирил. Героят от Прилеп Йордан Чкатров в драматично време за ВМРО (Летопис за живота и дейността му), Благоевград, 2015, с. 183, 188 – 191.
14. 1 2  Кирил Тодоров, „Съдебният процес срещу Йордан Чкатров“, сп. България-Македония, Брой 1, 2009 г.
15. 1 2  Църнушанов, Коста. Македонизмът и съпротивата на Македония срещу него.   София, Университетско издателство „Св. Климент Охридски“, 1992. с. 224.
16. 1 2  Павловски, Јован. Судењата како последен пораз, Центар за информирање и издавачка дејност „Полог“, Тетово, 1977, стр. 358 – 359.
17. ↑  Андонова, Зоя. Нека не премълчаваме грешките спрямо политиката си към Македония //   списание „България Македония“, брой 4 – 5, 2008. Посетен на 19 февруари 2013.
18. ↑  Църнушанов, Коста. Македонизмът и съпротивата на Македония срещу него.   София, Университетско издателство „Св. Климент Охридски“, 1992. с. 225.
19. ↑  Богдан Филов. Дневник, Издателство на ОФ, 1990, стр. 704
20. ↑  Дневник на ген. Никола Михов, Изд. Изток-Запад, 2004, с. 86: „В понеделник (15.V) като бях в София, ме срещна във Военното м[инистерст]во г. Хр. Статев. Заприказва ме за мин[истерската] промяна, че г. Божилов бил викал г. Дрангов Кирил, г. Йордан Чкатров – от Скопие да ги сондира за евентуално участие в кабинета. Те отказали. Всъщност г. Бож[илов] ги бил така запитал и така водил разговорите, че те да се откажат.“
21. ↑  „ИЛИЈА АНДОНОВ ЧЕНТО: „МОЈОТ ТАТКО – МЕТОДИЈА АНДОНОВ ЧЕНТО“ (10) Се жалев кај Тито, Кардељ не ме поздрави“, в. Време, бр. 654, 08.03.2006 г.
22. ↑  „Поверителни документи за мерките на деветнадесетомайците срещу ВМРО“ – Македонски преглед, 2004, кн. 2, стр.125 – 148.
23. ↑  Църнушанов, Коста. Македонизмът и съпротивата на Македония срещу него.   София, Университетско издателство „Св. Климент Охридски“, 1992. с. 337.
24. ↑  Църнушанов, Коста. Македонизмът и съпротивата на Македония срещу него.   София, Университетско издателство „Св. Климент Охридски“, 1992. с. 256.
25. ↑  Пелтеков, Александър Г. Революционни дейци от Македония и Одринско. Второ допълнено издание.   София, Орбел, 2014. ISBN 9789544961022. с. 525.